# 伏波山河堤驳岸
伏波山河堤驳岸位于中国广西壮族自治区桂林市叠彩区伏波山西北、漓江西岸，发现于1986年。该驳岸以厚重石料重叠修建，南北长15.2米，高2.36米，上端比下部内收8至10厘米，有“至正十六年十月十八日创建”12字阳刻铭文。

## 历史
元朝至正16年（1356年），廉访使乜尔吉尼看见桂林旧城墙“阅岁滋久，颓地殆尽，惧无以防卫”，遂于当年10月集资募工，开山取石，修建城垣堤岸，至至正20年（1360年）竣工。伏波山河堤驳岸即为该工程之遗迹，是漓江沿岸现存最为古老的驳堤。1987年公布为桂林市文物保护单位。